# 기본군사훈련단
기본군사훈련단(基本軍事訓練團)은 경상남도 진주시 금산면에 본부를 두고 병사, 부사관, 공군사관학교 출신자를 제외한 장교의 기본군사훈련을 담당하는 대한민국 공군교육사령부 예하 모집훈련비행단이다. 일반시민 및 청소년을 대상으로 하는 병영체험을 운영하기도 한다.
1952년 7월 1일 대구광역시에 설립된 항공병학교를 기원에 둔다. 이후 대전광역시에 주둔하다가 1988년 경상남도 진주시 금산면으로 부대가 이전했다.

## 편성
대대장의 경우
- 군사훈련전대 - 대령
  - 장교교육대대 - 중령
  - 부사관교육대대 - 중령
  - 제1신병훈련대대 - 중령
  - 제2신병훈련대대 - 중령
  - 제3신병훈련대대 - 소령
  - 제4신병훈련대대 - 소령
  - 학생군사교육단
    - 한국항공대학교
    - 한서대학교
    - 한국교통대학교

  - 부사관학생군사교육단
    - 영진전문대학
- 군사학교육대대